# Platin(IV) fluoride
Platin(IV) fluoride, hay platin tetrafluoride là một hợp chất vô cơ có thành phần gồm hai nguyên tố là platin và flo, có công thức hóa học được quy định là PtF4. Hợp chất này tồn tại dưới dạng là một chất rắn màu đỏ cam, phản ứng với nước, có tính chất của platin(IV) trong hình học phối hợp bát diện.

## Điều chế
Hợp chất này được Henri Moissan báo cáo lần đầu bởi sự tráng florin của kim loại platin với sự hiện diện của hydro fluoride. Có một phương pháp tổng hợp hiện đại liên quan đến phương thức nhiệt phân của platin(VI) fluoride.

## Phản ứng
Dung dịch của hợp chất platin(IV) fluoride trong nước có màu nâu đỏ, nhưng nó nhanh chóng phân hủy, giải phóng nhiệt và tạo thành một chất kết tủa platin(IV) oxit dạng ngậm nước và axit hexafloroplatinic(IV). Khi đun nóng ở nhiệt độ cao, platin(IV) fluoride sẽ phân hủy thành kim loại platin và flo. Khi được đun nóng và tiếp xúc với thủy tinh, khí silic tetrafluoride sẽ được tạo thành cùng với kim loại.
Platin(IV) fluoride có thể tạo thành sản phẩm cộng với selen tetrafluoride và brom trifluoride. Các sản phẩm cộng với dạng tinh thể dễ bay hơi cũng được hình thành kết hợp với BF3, PF3, BCl3 và PCl3.